# Soper (Burkina Faso)
Pour les articles homonymes, voir Soper.
Soper est une localité située dans le département de Zonsé de la province du Boulgou dans la région Centre-Est au Burkina Faso.